# 松巴哇人
松巴哇人（Sumbawa、Samawa），是生活在印尼小巽他群島中松巴哇島的民族，主要集中在松巴哇省和西松巴哇省，人口約433000人。
他們使用布吉語字母來書寫自己的文字，松巴哇人曾有他們自己的蘇丹國，一直持續到1931年。
松巴哇人的主要生計是農業和畜牧業。他們通常通過刀耕火種的方法耕種，主要農產品是大米。松巴哇人傳統上種植玉米（這已成為一個主要產業），豆類，辣椒，蔬菜，洋蔥，大蒜，煙草，咖啡和果樹，這些也主要用於貿易。馬和牛的繁殖在牲畜養殖中佔主導地位，但水牛，小角牲畜和家禽的繁殖也在發展。水產養殖在被淹沒的田地和人工池塘進行。在林業中，收集野生堅果，蜂蠟和乳香。